# Горовеј (Ботошани)
Горовеј (рум. Gorovei) насеље је у Румунији у округу Ботошани у општини Вакулешти. Oпштина се налази на надморској висини од 312 m.

## Становништво
Према подацима из 2002. године у насељу је живело 47 становника, од којих су сви румунске националности.